# All About Women
Pour plus de détails, voir Fiche technique et Distribution.
All About Women (Nǚrén bú huài) est un film hongkongais réalisé par Tsui Hark, sorti en 2008.

## Fiche technique
- Titre : All About Women
- Titre original : Neui yan fau pui
- Réalisation : Tsui Hark
- Scénario : Tsui Hark et Kwak Jae-yong
- Pays d'origine : Hong Kong
- Format : Couleurs - Dolby - 35 mm
- Genre : Comédie romantique
- Durée : 120 minutes
- Date de sortie : 2008

## Distribution
- Zhou Xun : Ou Fanfan
- Kwai Lun-mei : Tie Ling
- Kitty Zhang Yuqi : Tang Lu
- Stephen Fung : Xiaogang
- Alex Fong : Wu Mong-gu
- Eddie Peng
- Godfrey Kao : X
- Shen Chang : Tian Yuan
- Chi Leung 'Jacob' Cheung : Jacob Cheung
- Henry Fong : chef de Tang Lu
- Kwak Jae-yong : coréen au restaurant